# Jordan Rakei
Jordan Rakei (Tokoroa, 1992) è un cantante neozelandese naturalizzato australiano.

## Biografia
Originario di Tokoroa e cresciuto a Brisbane, Rakei ha inciso il suo album in studio di debutto Cloak nel 2016. Un contratto con la Ninja Tune, firmato l'anno successivo, permetterà all'artista di pubblicare gli LP Wallflower (2017; candidato per l'Australian Music Prize), Origin (2019; supportato dal tour relativo) e What We Call Life (2021). Con quest'ultimo, ha ottenuto il suo primo ingresso nella Official Albums Chart al 54º posto.

## Discografia

### Album in studio
- 2016 – Cloak
- 2017 – Wallflower
- 2019 – Origin
- 2021 – What We Call Life
- 2024 – The Loop

### EP
- 2013 – Franklin's Room
- 2014 – Groove Curse
- 2017 – Live in Session
- 2022 – Bruises

### Raccolte
- 2021 – Late Night Tales: Jordan Rakei

### Singoli
- 2013 – Live at Recording Oasis
- 2015 – The Light
- 2016 – Talk to Me
- 2016 – Blame It on the Youth
- 2016 – Midnight Mischief
- 2017 – Rooftops
- 2017 – Sorceress
- 2017 – Nerve
- 2017 – Goodbyes
- 2017 – Wallflower (feat. Kaya Thomas-Dyke)
- 2018 – Eye to Eye
- 2018 – Ottolenghi (con Loyle Carner)
- 2019 – Mind's Eye
- 2020 – Signs (con Common)
- 2020 – Best Part
- 2021 – Family
- 2021 – Live at Metropolis Studios
- 2021 – Shadows (con Bonobo)
- 2022 – Bruises
- 2023 – Flowers
- 2024 – Freedom
- 2024 – Learning
- 2024 – Friend or Foe
- 2024 – Celebrate (con Stuts)
- 2025 – Talk Talk Talk
- 2025 – The Seize